# Байрамова, Джамиля Асадулла кызы
Байрамова Джамиля Асудалла кызы (род. 20 июля 1957, Баку) — азербайджанская танцовщица и хореограф, народная артистка Азербайджана (2000), директор кафедры национального и современного танца Бакинской академии хореографии. Персональный пенсионер Президента Азербайджанской Республики (2012).

## Дата и место рождения
Родилась 20 июля 1957 года в городе Баку, Азербайджан.

## Образование
В 1964 году поступила в 4-ю среднюю школу Бинагадинского района. С 4-го класса продолжила обучение в Бакинском хореографическом училище. В 1975 году окончила училище по специальности балетное искусство.

## Трудовая деятельность
В 1975 году начала работу в танцевальном ансамбле Азербайджанской государственной филармонии на должности танцовщицы и 26.12.1991 года ушла на пенсию по собственному желанию.
В 1992—1993 годах работала танцовщицей в «Джэнги» E.F.A, а с 1993 по 1999 годы работала солисткой, художественным руководителем и главным балетмейстером «Джэнги» E.F.A.
С 1999 года работает в Государственном ансамбле песни и танца Азербайджанской государственной филармонии на должности танцовщицы, с 2003 года на должности основного балетмейстера. С 2021 года работает на должности заведующей кафедры национального и современного танца Бакинской хореографической академии.

## Награды
В 1991 году удостоена звания Заслуженного артиста, в 2000 году — Народной артистки. В 2002 году награждена президентской премией, а в 2017 году удостоена ордена «Фяхри мядянийят ишчиси».